# Saut en hauteur féminin aux Jeux olympiques d'été de 1956
Navigation
Helsinki 1952 Rome 1960
Le concours de saut en hauteur féminin des Jeux olympiques d'été de 1956 se déroulant à Melbourne a eu lieu le samedi 1er décembre 1956.

## Records
| Record du monde  | 1,75 m | Iolanda Balaş  | Roumanie   | 14 juillet 1956 | Bucarest |
| Record olympique | 1,68 m | Alice Coachman | États-Unis | 1948            | Londres  |

## Résultats
Seule Ann Flynn ne s'est pas qualifiée en franchissant 1,58 m ; barre qualificative pour la finale.
Rappel :
- O : barre réussie au 1er essai
- XO : barre réussie au 2e essai
- XXO : barre réussie au 3e essai
- XXX : barre non-réussie

| Place | Athlète           | Pays                       | 1,40 m | 1,50 m | 1,55 m | 1,60 m | 1,64 m | 1,67 m | 1,70 m | 1,76 m | 1,80 m | Résultat final |
| ----- | ----------------- | -------------------------- | ------ | ------ | ------ | ------ | ------ | ------ | ------ | ------ | ------ | -------------- |
| 1re   | Mildred McDaniel  | États-Unis                 | O      | O      | O      | XO     | O      | O      | XO     | XO     | XXX    | 1,76 m (RM)    |
| 2e    | Thelma Hopkins    | Grande-Bretagne            | -      | -      | O      | O      | O      | O      | XXX    | XXX    | XXX    | 1,67 m         |
| 2e    | Maria Pisareva    | Union soviétique           | -      | -      | O      | O      | O      | O      | XXX    | XXX    | XXX    | 1,67 m         |
| 4e    | Gunhild Larking   | Suède                      | -      | -      | O      | XXO    | XO     | O      | XXX    | XXX    | XXX    | 1,67 m         |
| 5e    | Iolanda Balaş     | Roumanie                   | -      | -      | O      | O      | O      | XO     | XXX    | XXX    | XXX    | 1,67 m         |
| 6e    | Micheline Mason   | Australie                  | O      | -      | O      | O      | O      | XXO    | XXX    | XXX    | XXX    | 1,67 m         |
| 7e    | Jessie Donaghy    | Nouvelle-Zélande           | -      | O      | O      | O      | XO     | XXO    | XXX    | XXX    | XXX    | 1,67 m         |
| 8e    | Hermina Geyser    | Afrique du Sud             | -      | O      | O      | O      | O      | XXX    | XXX    | XXX    | XXX    | 1,64 m         |
| 8e    | Jirina Voborilova | Tchécoslovaquie            | -      | O      | O      | O      | O      | XXX    | XXX    | XXX    | XXX    | 1,64 m         |
| 10e   | Olga Modrachova   | Tchécoslovaquie            | -      | -      | O      | O      | XO     | XXX    | XXX    | XXX    | XXX    | 1,64 m         |
| 11e   | Valentina Ballod  | Union soviétique           | -      | -      | O      | O      | XXX    | XXX    | XXX    | XXX    | XXX    | 1,60 m         |
| 12e   | Dorothy Tyler     | Grande-Bretagne            | -      | O      | O      | O      | XXX    | XXX    | XXX    | XXX    | XXX    | 1,60 m         |
| 12e   | Reinelde Knapp    | Autriche                   | -      | O      | O      | O      | XXX    | XXX    | XXX    | XXX    | XXX    | 1,60 m         |
| 14e   | Carole Bernoth    | Australie                  | -      | O      | O      | XXO    | XXX    | XXX    | XXX    | XXX    | XXX    | 1,60 m         |
| 15e   | Janice Copper     | Australie                  | -      | -      | O      | XXX    | XXX    | XXX    | XXX    | XXX    | XXX    | 1,55 m         |
| 16e   | Alice Whitty      | Canada                     | -      | O      | O      | XXX    | XXX    | XXX    | XXX    | XXX    | XXX    | 1,55 m         |
| 16e   | Audrey Bennett    | Grande-Bretagne            | -      | O      | O      | XXX    | XXX    | XXX    | XXX    | XXX    | XXX    | 1,55 m         |
| 18e   | Inge Kilian       | Équipe unifiée d'Allemagne | -      | O      | XXO    | XXX    | XXX    | XXX    | XXX    | XXX    | XXX    | 1,55 m         |